# Jimmy Daywalt
Jimmy Daywalt (ur. 28 sierpnia 1924 w Wabash w stanie Indiana, zm. 4 kwietnia 1966 w Indianapolis) – amerykański kierowca wyścigowy.

## Życiorys
Jeździł w serii AAA National Championship i w jej następcy, USAC National Championship w sezonach: 1950, 1953–1957, 1959, 1961–1962. Wystartował w tym czasie w 20 wyścigach, trzykrotnie kończąc je w pierwszej dziesiątce. Swój najlepszy start zanotował w wyścigu Indianapolis 500 w 1953 roku, gdzie zajął 6. miejsce i zdobył tytuł "Rookie of the Year" (najlepszy wśród nowicjuszy).
Jego starty w Indianapolis 500 przypadły na okres gdy wyścig ten był zaliczany do klasyfikacji Mistrzostw Świata Formuły 1, w związku z czym Daywalt ma w statystykach Formuły 1 zapisane sześć startów, ale nie zdobył żadnych punktów.
Daywalt zmarł na raka w Indianapolis w wieku 41 lat.

## Starty w Indianapolis 500
| Rok  | Nadwozie     | Silnik      | Start | Wynik | Uwagi                              |
| ---- | ------------ | ----------- | ----- | ----- | ---------------------------------- |
| 1953 | Kurtis Kraft | Offenhauser | 21    | 6     |                                    |
| 1954 | Kurtis Kraft | Offenhauser | 2     | 27    | Wypadek                            |
| 1955 | Kurtis Kraft | Offenhauser | 17    | 9     |                                    |
| 1956 | Kurtis Kraft | Offenhauser | 16    | 24    | Wypadek                            |
| 1957 | Kurtis Kraft | Offenhauser | 29    | 28    | Wypadek                            |
| 1959 | Kurtis Kraft | Offenhauser | 13    | 14    |                                    |
| 1961 | Kurtis Kraft | Offenhauser | 23    | 31    | Awaria linki hamulcowej            |
| 1962 | Kurtis Kraft | Offenhauser | 33    | 22    | Awaria układu przeniesienia napędu |